# 卡米洛·高尔基
卡米洛·高尔基（義大利語：Camillo Golgi，發音：[kaˈmillo ˈɡɔldʒi]；1843年7月7日—1926年1月21日），是一位義大利醫師與科學家，高尔基体的發現者，出生於布雷西亞。1906年因為神經系統的研究，而與西班牙的圣地亚哥·拉蒙-卡哈尔共同獲得諾貝爾生理學或醫學獎。於1898年發現高尔基体，主要功能為處理细胞膜、溶酶体或内体與细胞生產的蛋白质，將它們分到不同的小泡，是细胞的中心傳送系统。